# Western Carolina University

Logo

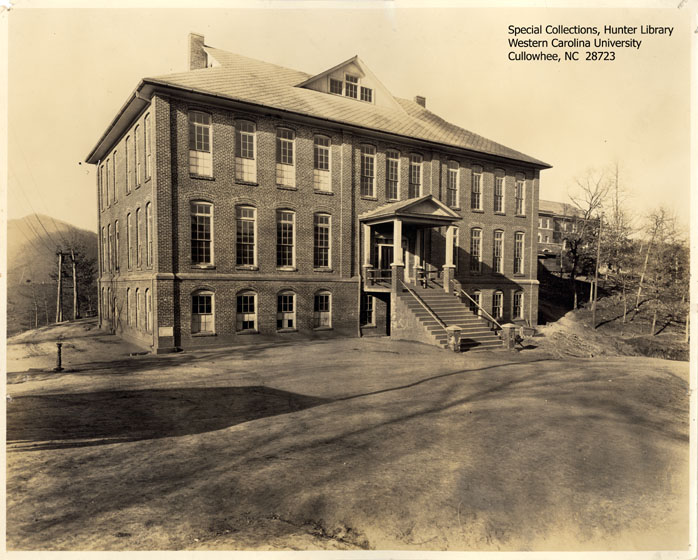
Joyner Building

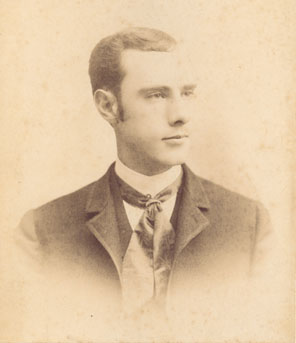
R. L. Madison, 1889 erster Präsident der Cullowhee Academy

Die Western Carolina University (auch WCU genannt) ist eine staatliche Universität in Cullowhee im US-Bundesstaat North Carolina. Die Hochschule wurde 1889 gegründet. Derzeit sind 10.491 Studenten eingeschrieben. Sie ist Teil des University of North Carolina System.

## Geschichte
1888 wurde seitens eines Kuratoriums der Bürger Cullowhees die Cullowhee Academy begründet, die ab 1891 auch als Cullowhee High School bekannt wurde. Sie beherbergte Internatsschüler auch aus den benachbarten Landkreisen und anderen Staaten. Erster Direktor war Robert Lee Madison, der alsbald auch eine Lehrerausbildung an der Schule anstrebte und die 1893 von der North Carolina Legislative bewilligt und finanziert wurde. Es war die erste öffentlich geförderte normale Schule in North Carolina. 1905 übernahm der Staat Gebäude und Eigentum der Einrichtung, wandelte sie in eine staatliche Institution und benannte sie Cullowhee Normal & Industrial School.  Der Name wurde dann 1925 in Cullowhee State Normal School geändert. Bis Mitte der 1920er Jahre wurden hier über zweitausend Lehrer ausgebildet.
Die Schule entwickelte sich nach und nach zu einem Junior College. 1929 wurde sie vom Gesetzgeber als Vier-Jahres-Modell (four-year institution) unter dem Namen Western Carolina Teachers College geführt und galt als Modell für die anderen regionalen Hochschulen im Land.
Die Nachfrage nach weiteren Studiengängen führte zu einer Ausweitung des schulischen Angebots. Ein Aufbaustudium und der Master of Arts in Education wurden 1951 in den Lehrplan aufgenommen. Im Jahre 1953 firmierte die Schule unter dem Namen „Western Carolina College“. Die North Carolina Generalversammlung (North Carolina General Assembly) bezeichnete sie 1967 dann unter dem gegenwärtigen Titel „Western Carolina University“. Am 1. Juli 1972 wurde die WCU Mitglied des 16 Hochschulen umfassenden Universitätssystems von North Carolina.

## Fakultäten
- Angewandte Wissenschaften
- Künste und Wissenschaften
- Pädagogik und verwandte Berufe
- Wirtschaftswissenschaften
- Honors College

## Sport
Die Sportteams der WCU sind die Catamounts. Die Hochschule ist Mitglied der Southern Conference.

## Bekannte Dozenten
- Rick Boyer (* 1943), Schriftsteller und Dozent für Literatur